# Mesoplodon carlhubbsi
El zifio de Hubbs (Mesoplodon carlhubbsi) es una especie de cetáceo odontoceto de la familia Ziphidae. Fue nombrada en honor al Carl Hubbs. 

## Descripción
La coloración en los machos es de color gris oscuro a negro, tiene manchas blancas en el hocico. Poseen un melón prominente. Las hembras y juveniles tienen una coloración gris en la parte superior anterior y blanco en la posterior. Tanto machos como hembras miden alrededor de 5,4 metros, pesando unos 1.500 kg .

## Población y distribución
Habita en el Pacífico norte. No se poseen datos respecto a su población.